# Papua-Nowa Gwinea na Letnich Igrzyskach Olimpijskich 1984
Papuę-Nową Gwineę na Letnich Igrzyskach Olimpijskich 1984 reprezentowało 7 zawodników. Był to 2. start reprezentacji Papui-Nowej Gwinei na letnich igrzyskach olimpijskich.

## Skład kadry

### Lekkoatletyka
Mężczyźni
| Zawodnik           | Konkurencja     | Eliminacje | Eliminacje | Ćwierćfinały | Ćwierćfinały | Półfinały | Półfinały | Finał   | Finał   |
| Zawodnik           | Konkurencja     | Czas       | Pozycja    | Czas         | Pozycja      | Czas      | Pozycja   | Czas    | Pozycja |
| ------------------ | --------------- | ---------- | ---------- | ------------ | ------------ | --------- | --------- | ------- | ------- |
| Lapule Tamean      | Bieg na 200 m   | 21.97      | 6.         | NQ           | NQ           | NQ        | NQ        | NQ      | NQ      |
| Lapule Tamean      | Bieg na 400 m   | 47.60      | 7.         | NQ           | NQ           | NQ        | NQ        | NQ      | NQ      |
| Tau John Tokwepota | Bieg na 5000 m  | 15:24.68   | 13.        | —            | —            | NQ        | NQ        | NQ      | NQ      |
| Tau John Tokwepota | Bieg na 10000 m | 31:29.14   | 14.        | —            | —            | —         | —         | NQ      | NQ      |
| Tau John Tokwepota | Maraton         | —          | —          | —            | —            | —         | —         | 2:36:36 | 66.     |

Kobiety
| Zawodnik       | Konkurencja                | Eliminacje | Eliminacje | Ćwierćfinały | Ćwierćfinały | Półfinały | Półfinały | Finał | Finał   |
| Zawodnik       | Konkurencja                | Czas       | Pozycja    | Czas         | Pozycja      | Czas      | Pozycja   | Czas  | Pozycja |
| -------------- | -------------------------- | ---------- | ---------- | ------------ | ------------ | --------- | --------- | ----- | ------- |
| Barbara Ingiro | Bieg na 100 m              | 12.19      | 7.         | NQ           | NQ           | NQ        | NQ        | NQ    | NQ      |
| Barbara Ingiro | Bieg na 100 m przez płotki | 15.39      | 6.         | —            | —            | NQ        | NQ        | NQ    | NQ      |
| Elanga Buala   | Bieg na 200 m              | 24.82      | 5. Q       | 24.87        | 7.           | NQ        | NQ        | NQ    | NQ      |
| Elanga Buala   | Bieg na 400 m              | 56.82      | 6.         | —            | —            | NQ        | NQ        | NQ    | NQ      |

| Zawodniczka     | Konkurencja |          | 100 metrów przez płotki | Skok wzwyż | Pchnięcie kulą | 200 metrów | Skok w dal | Rzut oszczepem | 800 metrów | Wynik | Pozycja |
| --------------- | ----------- | -------- | ----------------------- | ---------- | -------------- | ---------- | ---------- | -------------- | ---------- | ----- | ------- |
| Iammogapi Launa | Siedmiobój  | Rezultat | 15.43                   | 1.53       | 11.85          | 26.26      | 5.04       | 46.50          | 2:28.85    | 5146  | 19.     |
| Iammogapi Launa | Siedmiobój  | Punkty   | 702                     | 759        | 710            | 741        | 686        | 864            | 684        | 5146  | 19.     |

### Strzelectwo
Mężczyźni
| Zawodnik      | Konkurencja                        | Runda | Runda | Runda | Runda | Runda | Runda | Suma | Pozycja |
| Zawodnik      | Konkurencja                        | 1     | 2     | 3     | 4     | 5     | 6     | Suma | Pozycja |
| ------------- | ---------------------------------- | ----- | ----- | ----- | ----- | ----- | ----- | ---- | ------- |
| Joseph Chan   | karabin małokalibrowy, 50 m, leżąc | 97    | 97    | 94    | 96    | 93    | 96    | 573  | 64.     |
| Trevan Clough | trap                               | —     | —     | —     | —     | —     | —     | 145  | 66.     |